# Hang Time
Hang Time es el cuarto álbum de la banda Soul Asylum. Fue editado en 1988 y grabado por el sello A&M Records; además, fue el debut de la banda en este sello.
El cantante y guitarrista Dave Pirner escribió la mayoría de las canciones. El guitarrista Dan Murphy intervino en «Cartoon», tema lanzado como uno de los sencillos del álbum. La versión en disco compacto contiene el bonus track «Put the Bone In», de Terry Jacks, más conocido por la balada «Seasons in the Sun». A 2006, el álbum todavía no había vendido más de 100 000 copias.

## Lista de canciones
Todas las canciones escritas por Dave Pirner a menos que se indique lo contrario.
1. "Down on Up to Me" – 2:46
2. "Little Too Clean" – 3:15
3. "Sometime to Return" – 3:28
4. "Cartoon" – 3:52 (Murphy)
5. "Beggars and Choosers" – 2:57
6. "Endless Farewell" – 4:21
7. "Standing in the Doorway" – 3:06
8. "Marionette" – 3:24
9. "Ode" – 2:18
10. "Jack of All Trades" – 2:53
11. "Twiddly Dee" – 3:00
12. "Heavy Rotation" – 3:54
13. "Put the Bone In" – 3:34 (bonus track, sólo en CD) (Terry Jacks)

## Sencillos
1. "Marionette"
2. "Little Too Clean"
3. "Cartoon"

- Datos: Q2010341